# Neso
Neso (en grec antic Νησώ) va ser, segons la mitologia grega, una de les cinquanta Nereides, filla de Nereu, un déu marí fill de Pontos, i de Doris, una nimfa filla d'Oceà i de Tetis. Tenia un únic germà, Nèrites.
La menciona Hesíode a la Teogonia, on dona una llista de 53 nereides. Neso i la seva germana Nesea eren les nereides que protegien les illes.
Un dels satèl·lits de Neptú, Neso, porta el seu nom.